# Baza ludzi umarłych
Baza ludzi umarłych – polski film produkcyjny z 1958 roku w reżyserii Czesława Petelskiego, nakręcony na podstawie noweli Następny do raju (pierwszy tytuł Głupcy wierzą w poranek) Marka Hłaski. Tematem filmu jest marazm życia bieszczadzkich robotników tuż po II wojnie światowej, w których świat wkracza aktywista partyjny (Zygmunt Kęstowicz) obsesyjnie dążący do wykonania odgórnie narzuconego planu. Film swoją wymową i zakończeniem znacząco odbiegał od pierwowzoru literackiego, co skłoniło Hłaskę do wycofania swojego nazwiska z czołówki filmu.

## Fabuła
Film opowiada o surowym życiu pracowników położonej na zalesionym odludziu, w Bieszczadach, bazy „na skarpie” (w rzeczywistości samotnej, prymitywnej chałupy) zwózki drewna, tuż po zakończeniu II wojny światowej. Do odbudowy Polski, kopalń i codziennego życia ludność w kraju potrzebuje drewna. W fatalnych bieszczadzkich warunkach pracują życiowi wykolejeńcy i wyrokowcy. Brakuje im porządnych samochodów ciężarowych do zwożenia ściętych w górach drzew. Brakuje również ludzi do prowadzenia tych zrujnowanych ciężarówek, a ci, którzy są, planują wyjazd i porzucenie miejsca pracy. Kierowcy-mechanicy niemal co dzień stają oko w oko ze śmiercią na krętych i stromych drogach gruntowych.
Pewnego dnia do bazy przyjeżdża Zabawa – kierowca-mechanik i aktywista partyjny. Został przysłany przez dyrektora przedsiębiorstwa, by powstrzymać załogę przed ucieczką, bo bez ludzi niemożliwe jest wykonanie planu. Od razu po przybyciu rodzi się bardzo poważny konflikt między nim a pozostałymi kierowcami. Zabawa przywozi ze sobą żonę Wandę, która wywołuje zamieszanie w tym całkowicie męskim towarzystwie. Wanda za wszelką cenę chce wrócić do miasta, do normalnych warunków życia. Po kolei próbuje przeciągać na swoją stronę kolejnych mężczyzn. Oddaje się każdemu, kto tylko obiecuje zabrać ją stąd, jednak odrzuca awanse „Warszawiaka” z powodu jego wyglądu. Tymczasem ginie „Dziewiątka” (były lekarz, skazany za zabójstwo kochanka żony), wypadając ciężarówką z drogi, by ocalić przed najechaniem oddział wojska. Następnie ginie alkoholik „Apostoł”, podczas pracy przywalony kłodami drewna. „Orsaczek” zbiera na własną taksówkę, więc kradnie leśne drewno i sprzedaje je Marcinkowskiemu, który na koniec oszukuje go. Nawet nieustraszony „Partyzant” poddaje się i ucieka. „Buźka”, goniec przywożący motocyklem wypłaty do bazy, po wykorzystaniu Wandy zostaje poturbowany przez „Warszawiaka”. Wanda ucieka do miasteczka, gdzie znajduje następnego wielbiciela. Kiedy wreszcie nadjeżdżają nowe samochody, w bazie pozostają tylko Zabawa i jego najzagorzalszy wróg – „Warszawiak”.

### Odstępstwa od noweli
Film był powodem konfliktu między scenarzystą a reżyserem. Pierwotnie tytuł filmu miał brzmieć Głupcy wierzą w poranek, stanęło jednak na Bazie ludzi umarłych. Również ze zmian w treści Hłasko nie był zadowolony. W zakończeniu filmu, inaczej niż w noweli, jest akcent optymistyczny - partyjniak Zabawa i jego najzagorzalszy przeciwnik Warszawiak w zgodzie pozostają w opuszczonej bazie i słyszą nadjeżdżające, długo wyczekiwane nowe ciężarówki.. Propagandowa wymowa filmu skłoniła Hłaskę do wycofania swojego nazwiska z czołówki oraz zmiany tytułu adaptacji.

## Obsada
- Zygmunt Kęstowicz – Stefan Zabawa

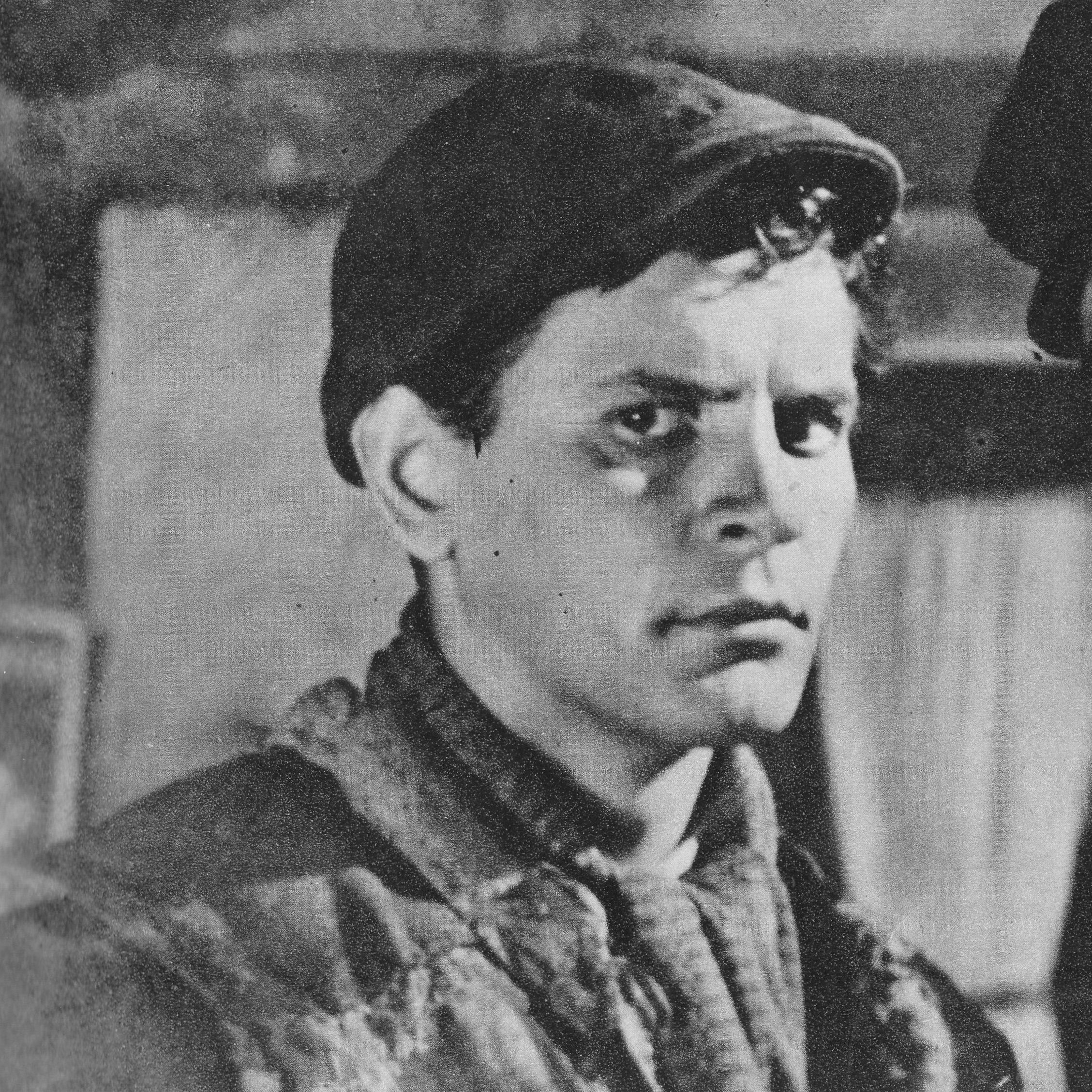
Tadeusz Łomnicki, odtwórca roli „Partyzanta”

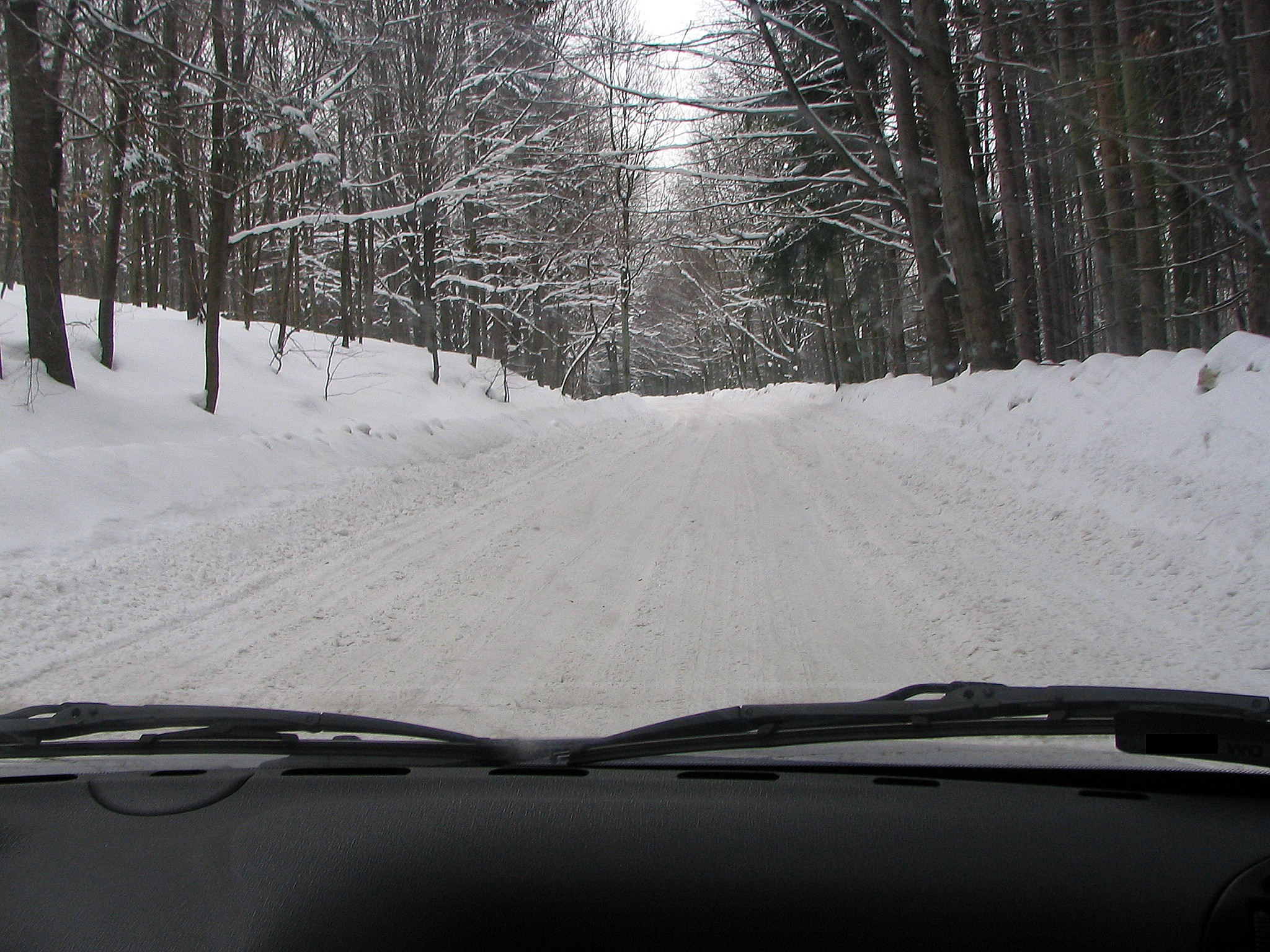
Droga Złoty Stok – Lądek Zdrój, na której zrealizowano część zdjęć do filmu

- Teresa Iżewska – Wanda Zabawa, żona Stefana
- Emil Karewicz – Tadeusz „Warszawiak”
- Leon Niemczyk – „Dziewiątka”
- Aleksander Fogiel – „Apostoł”
- Tadeusz Łomnicki – „Partyzant”
- Roman Kłosowski – „Orsaczek”
- Adam Kwiatkowski – „Buźka”, goniec z wypłatami z przedsiębiorstwa
- Juliusz Grabowski – Marcinkowski
- Henryk Hunko – kelner w knajpie (nie występuje w czołówce)
- Mieczysław Łoza – szatniarz w knajpie
- Tadeusz Kosudarski – Dzwonkowiak, amant Wandy w knajpie
- Stanisław Milski – dyrektor przedsiębiorstwa
- Edward Wichura – inspektor z dyrekcji
- Włodzimierz Kwaskowski – mechanik Kowalski
- Józef Łodyński – mechanik
- Roman Hubczenko – leśniczy
- Antoni Odrowąż – kościelny

## Produkcja
Baza ludzi umarłych została wyprodukowana przez Zespół Filmowy „Studio”, z Czesławem Petelskim jako reżyserem oraz Kurtem Weberem jako operatorem zdjęć. Muzykę do filmu skomponował Adam Walaciński, natomiast za montaż odpowiadała Felicja Rogowska. Zdjęcia do filmu kręcono w Sudetach niedaleko wsi Bielice, w Lądku-Zdroju oraz na drodze Złoty Stok – Lądek-Zdrój. Premiera filmu odbyła się 10 sierpnia 1959 roku.

## Odbiór
Po latach Mariola Dopartowa oceniła Bazę ludzi umarłych następująco:

Obserwujemy galerię ciekawych, niebanalnych postaci, ludzi takich samych jak ci, którzy przetrwali najgorsze historyczne doświadczenia, a w tej chwili są jak bezbronne dzieci, bawiące się w kowbojów i czekające na „strzały” z kija udającego karabin. W takim świecie autentyczna i rzeczywista jest tylko śmierć i poczucie wspólnoty z umarłymi. Pytanie, dlaczego tak się stało, jest jednym z najważniejszych nie postawionych wprost pytań, zadawanych przez najwybitniejszych twórców z formacji '56. Film Petelskiego nie stawia tego pytania, lecz staje się wyrazem afektacji bezrozumnym fatalizmem.

Odmienną opinię wyraził Robert Birkholc:

Można krytykować Petelskiego za tendencyjne przeinaczenie wymowy powieści, ale nie sposób odmówić mu talentu – Baza ludzi umarłych to film znakomicie zrealizowany. Fragmenty ukazujące niebezpieczną jazdę obładowanych ciężarówek po krętych górskich drogach są pełne napięcia i mogą kojarzyć się ze słynną Ceną strachu Henri-Georges’a Clouzota. [...] Petelski dokonał rzeczy pozornie niemożliwej: pokazał, że film wywodzący się z gatunku socrealistycznych „produkcyjniaków” może być tak samo wciągający, jak najlepsze dzieła kina noir.